# DNCE
DNCE(디앤씨이)는 2015년에 결성된 미국의 팝 록 밴드이다. 2015년에 발매된 데뷔 싱글 "Cake by the Ocean"은 빌보드 핫 100 9위까지 올랐다. 이후 같은 해 발매된 EP 앨범 Swaay 도 호평을 받았다.

## 음반 목록

### 정규 앨범
- DNCE (2016)

### EP
- Swaay (2015)

### 싱글
- Cake by the Ocean (2015)
- Toothbrush (2016)
- Body Moves (2016)
- Kissing Strangers (feat. Nicki Minaj) (2017)

### 피처링
- 헤일리 스타인펠드 - Rock Bottom (2016)